# Українські непрофесійні студії озвучення
Українські аматорські студії озвучення або українські фандаб студії — студії, що спеціалізуються на аудіолокалізації (дублювання чи закадрове озвучення) відеоконтенту українською мовою. Працюють переважно як некомерційні структури, хоча наприкінці 2010-их почали з'являтися й комерційні студії, які працюють на рекламній основі, зокрема DniproFilm, AniUA,  тощо.
До найбільших фандаб-студій дублювання та озвучення українською, які сьогодні працюють на ринку українськомовної аудіолокалізації (озвучення/дублювання) належать: Цікава ідея (ЦІ), ТО Струґачка, НеЗупиняйПродакшн, DniproFilm, тощо. До найбільших фандаб-студій дублювання та озвучення українською, які працювали у минулому належать UA Team/Омікрон, UkrDub тощо.

## Огляд студій

### Чинні
До найбільших дієвих фандаб-студій, що спеціалізуються на аудіо аудіолокалізації (озвучення/дублювання) відеоконтенту українською мовою та переважно працюють з аніме належать «FanVoxUA», MelodicVoiceStudio, та UFDUB; до студій, що переважно працюють не з аніме належать Цікава ідея (ЦІ), ТО Струґачка, НеЗупиняйПродакшн та DniproFilm.

#### Працюють над озвученням аніме

##### MelodicVoiceStudio
«MelodicVoiceStudio» — колектив аматорського озвучення аніме та художніх фільмів, що розпочав діяльність у 2011 році. Серед перекладених фільмів студії «Берсерк» (Berserk, 1997, 2016, 2017), «Брама Штейна» (2011, 2013, 2014, 2015), «Відлуння терору» (Zankyou no Terror). З 2015 року діє сайт melvoice.com.

##### FanVoxUA
«FanVoxUA» — колектив аматорського озвучення аніме, мультфільмів та серіалів українською мовою. Студію було засновано в кінці 2011 року, спочатку вона складалась з 8 осіб. Група на той час входила до об'єднаного ресурсу «UkrDub». У жовтні 2012 року «FanVox» від'єдналися від «UkrDub». 13 січня 2013 року було офіційно відкрито вебсайт групи fanvoxua.org, який пропрацював до 2016 року, після чого був закритий. До колективу групи входять організатор, даббери, перекладачі, таймери та працівники технічного персоналу (дизайнери, відеотехніки, аплоадери). Серед озвучених фільмів «Клеймор» (Claymore), «Атака титанів» (Shingeki no Kyojin), «Фантом: Реквієм» (Phantom: Requiem for the Phantom).[неавторитетне джерело]

##### UkraineFastDUB.com/UFDUB.com
«UkraineFastDUB.com/UFDUB.com» — колектив аматорського озвучення аніме, серіалів та YouTube роликів українською мовою; до складу команди входять тільки актори озвучення та перекладачі. Студія розпочала діяльність у 2016 році під назвою «UkraineFastDUB.com» зусиллями однієї особи; на початку 2017 році почали озвучувати в декілька голосів. В другій половині 2018 році був мистецький застій, який продовжився до початку 2019, тоді роботу було відновлено на новому технічному фундаменті проєкту та під новим доменним ім'ям «UFDUB.com».

#### Не працюють над озвученням аніме

##### Цікава Ідея
«Цікава Ідея» (ЦІ) — некомерційна аматорська студія озвучення, створена у 2012 році Романом Чупісом. У період з 2012 по 2017 рік студія в основному виконувала українськомовне дублювання фільмів та телесеріалів для некомерційного проєкту toloka.to, однак на початку 2017 року з невідомих причин студія перестала працювати. Проте вже через три роки, у січні 2020 року, студія відновила діяльність.

##### ТС Струґачка
«ТС Струґачка» — некомерційна аматорська студія озвучення художніх фільмів та телесеріалів українською мовою. Розпочала діяльність у 2014 році.

##### НеЗупиняйПродакшн
«НеЗупиняйПродакшн» — некомерційна аматорська студія озвучення студія озвучення художніх фільмів та телесеріалів українською мовою. Розпочала діяльність у 2015 році.

##### DniproFilm
«DniproFilm» — комерційна аматорська студія озвучення художніх фільмів та телесеріалів українською мовою, яка працює на рекламній основі. Розпочала діяльність наприкінці 2018 року. Починаючи з 2020 року, робить україномовне озвучення переважно на замовлення російського вебсайту HDrezka та позначає свої українськомовні озвучення вже як HDrezka Studio, а не DniproFilm. 

### Закриті

#### UATeam
«UaTeam» (або «ЮаТім») — у минулому українська творче об'єднання, яке існувало у Києві з 2009 по 2017 роки. UaTeam замовляло озвучення українською та російською мовами у студій «Омікрон» та «Patlati Продакшнс». Студія «Омікрон» існувала з 2009 по 2017 роки. Студія спеціалізувалася на озвученні та дублюванні фільмів та серіалів українською. В доробку цієї студії є дубляж одного з сезонів популярного мультсеріалу Футурама. Студія «Patlati Продакшнс» проіснувала з 2008 по 2017 роки. Студія стала однією з перших спільнот перекладу аніме українською, але також займалася озвученням західних серіалів українською для UATeam. Першим аніме-проєктом команди стало аніме «Полум'яний лабіринт». Його неофіційна презентація відбулася у Києві на форумі в рамках Фестивалю Японської Анімації. Надалі було озвучено аніме фільми з циклу «Межа пустоти: Сад грішників», Лист до Момо (Momo eno tegami), Театр мороку (Yami Shibai) (1 сезон).

#### Студія Гуртом
2009 торрент-толока «Гуртом» починає озвучувати анімаційні та художні фільми, а також телесеріали українською. Спочатку свої озвучення сайт замовляв виключно на студії «Омікрон», але у 2012, після створення Романом Чупісом студії «Цікава ідея» (ЦІ), сайт починає замовляти українські озвучення також і від студії «Цікава ідея».
У січні 2015 року творці сайту вирішили також озвучувати українською й популярні телесеріали, і створили для цього власну студію «Студія Гуртом». Найгучнішим проєктом студії стало озвучення українською норвезького телесеріалу «Окуповані», оскільки озвучення студії згодом використовували різноманітні комерційні телеканали України такі як UA: Перший, ATR.
Студія Гуртом існувала з 2015 по 2018 роки. Згодом у 2020 році Студія Гуртом відновила роботу в оновленому складі, однак на початку 2021 року знову закрилася.

#### UkrDub
«UkrDub» (або УкрДаб) — у минулому українська студія озвучення аніме, мультфільмів, фільмів та серіалів українською мовою, що діяла з 2011 по 2016 роки. Сайт створено 25 жовтня 2011 року Віктором Новожиловим (PhilosophUA) та Андрієм Нуцковським (Sinigami). Пізніше до них приєдналися інші студії. Мова проєкту виключно українська. Передумовами створення студії були спільні проєкти PhilosophUA studio, яка вже рік до того озвучувала аніме та членів львівського аніме-клубу «Mitsuruki», які влітку 2011 року розпочали озвучувати аніме своїми силами. Серед цих проєктів найуспішнішим був «Хеллсінґ ОВА VIII» і «Діти, що женуться за зорями». Групи «MonsterMix» та «FanVoxUA» прийняли пропозицію до об'єднання і тим самим зміцнили фундамент студії. Колектив УкрДабу складався з 10 осіб. Серед них Андрій Нуцковський (Sinigami), Роман Берницький (Deity), Мазницький Денис (Gamer Man), Vergil, Лілія Добривода (Русалка), Юлія Бугай (Атер Катта), Марина Маковецька (Cast77iel). Наприкінці січня 2014 року PhilosophUA залишив проєкт, мотивуючи це «світоглядно-ідеологічними розбіжностями». Серед озвучених робіт аніме «Молоді Мазохісти!», «Старша школа DxD», «Вінець провини», «Патема догори дриґом», серіали «Доктор Хто\Doctor Who», Надприродне\Supernatural, Теорія великого вибуху\The Big Bang Theory, повнометражні фільми «127 годин / 127 Hours», «Листи до М. / Listy do M.», «Ніколи не здавайся / Never Back Down».

#### UAVoice
UAVoice — у минулому творче об'єднання, що займалося озвученням та перекладом українською іншомовних телесеріалів, мультфільмів, кінострічок тощо. Першим в Україні розпочало озвучення фільмів, опираючись на головні засади Харківського правопису 1927 року. Студія існувала з 2012 по 2014 рік.

#### Три крапки
«Три Крапки» — у минулому аматорська студія озвучення відеопродукції (серіалів, фільмів тощо) українською мовою. Заснована 4 січня 2010 року. Проіснувала з 2010 по 2015 роки.

#### AniUA / AniUA Reborn
«AniUA» — у минулому комерційна аматорська студія озвучення художніх фільмів та телесеріалів українською мовою, переважно аніме. Проіснувала з листопада 2011 року по 2020 рік.

#### Інші
Серед найпомітніших маленьких студій, що спеціалізуються на українськомовному озвученні аніме, вирізняється студія/сайт з озвучення/поширення аніме AniTube.in.ua (з 2012 року), студія озвучення аніме Amanogawa, студія озвучення аніме Glass Moon, також відома як Gwean & Maslinka (з 2013 року), студія озвучення аніме Ponashomu Production (2014—2017 роки), студія озвучення аніме HappyDub (2014—2017), студія озвучення аніме Bikinon (2015—2016 роки), студія озвучення аніме FairyDub (2015—2017), студія озвучення аніме Quam Project (2016—2020), студія озвучення аніме Togarashi, студія озвучення аніме VRDub, студія озвучення аніме У куточку в таверні, студія озвучення аніме Lem0nka voice project, студія озвучення аніме InariDub, студія озвучення аніме Espada studio, студія озвучення аніме Kioto anime, студія озвучення аніме Unimay Media, студія озвучення аніме та не аніме Didko studio, студія озвучення аніме та не аніме Clan Kaizoku, студія озвучення аніме та не аніме РоботаГолосом (2015—2019 роки, відновили роботу 2022 року), студія/сайт озвучення аніме та не аніме Dzuski (з 2018 року). Серед найпомітніших маленьких студій, що спеціалізуються на українськомовному озвученні не аніме вирізняється студія/сайт simpsonsua.tv (з 2019 року), В одне рило (з 2019 року), студія SVOЇ production (з 2019 року), студія/сайт UASpeedFilms (з 2021 року), студія/сайт uaserials (з 2021 року), спільнота VHS Record (з 2024 року).
Серед найпомітніших окремих акторів дублювання, які створюють реліз під своїм прізвиськом вирізняється Озвучка AdrianZP (озвучує з 2014 року), Озвучення Падона (озвучує з 2013 року).
Серед найпомітніших маленьких студій, які переважно створюють російськомовне озвучення фільмів/серіалів, однак створили також кілька українськомовних озвучень фільмів/серіалів, вирізняється BaibaKo, UaMax, R.G. AnimEx, Ватага Мудрагеля.

## Виноски
1. ↑  Окрім українськомовних озвучень фільмів/серіалів керманич студії, Катерина Брайковська, разом зі своїми акторами, також озвучує фільми та серіали російською мовою під брендом студії «Ideafilm»\«Gears Media»
2. ↑  Студія також озвучувала фільми та серіали російською для російського торрент-трекера HDclub.org.

c. https://rezka.fm/